# Гледіс Купер
Дама Гледіс Констанс Купер (англ. Gladys Constance Cooper; 18 грудня 1888 Лондон — 17 листопада 1971) — британська акторка, очільниця театру, тричі номінантка премії «Оскар».

## Життєпис
Народилася 18 грудня 1888 у Лондоні однією з трьох дочок Чарльза Вільяма Фредеріка Купера і Мейбл Барнетт.
Дебютувала на театральній сцені в 1905 році під час гастролей мюзиклу «Дзвіночки в казковій країні». У подальші роки вона брала активну участь у різних постановках англійських театрів, а в 1917 році дебютувала у кіно у фільмі «Одинадцята заповідь». У молодості Гледіс Купер також була популярною фотомоделлю.
З початку 1940-х почала кар'єру в Голлівуді, де часто грала ставних аристократок. У подібному амплуа вона з'явилася в таких фільмах, як «Ребекка» (1940) і «Леді Гамільтон» (1941). Гледіс Купер тричі номінувалася на премію «Оскар» за найкращу роль другого плану у фільмах «Вперед, мандрівник» (1942), «Пісня Бернадетт» (1943) і «Моя прекрасна леді» (1964).
З 1964 до 1965 року акторка виконувала роль Маргарет Сент Клер в телесеріалі «Шахраї», з нею знімалися Девід Найвен і Шарль Буає, за роль в 1965 році була номінована на «Еммі». На телебаченні також мала ролі в телесеріалах «Театр 90», «Сутінкова зона» і «Бен Кейсі».
У 1968 році, у майже 80 років, Гледіс Купер отримала титул Дами-Командора Ордена Британської імперії.
В 1908 році одружилася з капітаном Гербертом Бакмастером, народила двох дітей: Джона і Джоан (1910—2005). Джоан в 1939 році пошлюбила прославленого британського актора Роберта Морлі. З 1927 по 1936 рік Купер була одружена баронетом сером Невілл Пірсом, від якого народила дочку. У 1937 році одружилася з англійським актором Філіпом Мерівейлом.
Купер протягом довгого часу жила в Санта-Моніці, штат Каліфорнія, як постійна іноземна резидентка, разом з третім чоловіком до його смерті в 1946 році.
Будучи вже літньою, Гледіс Купер повернулася до Великої Британії, де і померла від пневмонії 17 листопада 1971 у місті Генлі-на-Темзі, графство Оксфордшир.

## Вибрана фільмографія
- 1964 — Моя прекрасна леді — місіс Гіггінс
- 1963 — Список Едріана Мессенджера — місіс Каруджіан
- 1958 — За окремими столиками — місіс Реілтон-Белл
- 1949 — Мадам Боварі — мадам Дупуї
- 1949 — Таємний сад — місіс Медлок
- 1948 — Пірат — тітка Інез
- 1947 — Дружина єпископа — місіс Гамільтон
- 1945 — Долина рішучості — Кларисса Скотт
- 1943 — Пісня Бернадетти — сестра Мері Тереза
- 1943 — Вічність і один день — місіс Беррінджер
- 1942 — Вперед, мандрівник — місіс Генрі Віндл Вейн
- 1941 — Леді Гамільтон — леді Френсіс Нельсон
- 1940 — Кітті Фойл
- 1940 — Ребекка — Беатріс Лейсі